# Flowers in the Attic (1987)
Flowers in the Attic is een film uit 1987 onder regie van Jeffrey Bloom. De film is gebaseerd op een boek van Virginia C. Andrews. De auteur heeft ook een cameo in de film.

## Verhaal
De film volgt vier kinderen, waaronder tieners Chris en Cathy en de vijfjarige tweeling Cory en Carrie. Na de dood van hun vader, reizen ze met hun moeder Corinne naar hun rijke grootouders. De grootvader blijkt echter op sterven te liggen en de uitzonderlijk wrede grootmoeder staat niet op hun komst te wachten. De grootvader weet niet dat Corinne's huwelijk vier kinderen heeft voortgebracht en de enige manier waarop ze haar deel van zijn erfenis kan krijgen, is als de kinderen geheimgehouden worden. Om die reden worden ze, denkend dat het niet lang zal duren, op de zolder opgesloten.
De kinderen wachten op Corinne, waarvan ze denken dat ze hen zal redden. Wat ze niet weten, is dat Corinne een nieuw leven is begonnen, zal trouwen met een rijke lokale advocaat (en raadsman van haar vader) en geen interesse meer heeft in het verzorgen van de kinderen. Om volledig in staat te zijn een nieuw gezin te starten, geeft ze de grootmoeder toestemming om de kinderen langzaam te vergiftigen met arseen via het zogenaamde poedersuiker op de donuts die ze krijgen van haar. Om die reden sterft Cory uiteindelijk.
Uiteindelijk weten de resterende drie kinderen te ontsnappen en verlaten het landgoed voorgoed via de trein.

## Verschillen tussen het boek en de film
- In de film zijn Chris en Cathy veel ouder dan in het boek.
- De film speelt zich af in het heden (in 1987), terwijl in het boek het verhaal afspeelt in de jaren 50.
- In de film zijn de kinderen twee jaar gevangen, terwijl ze in het boek drieënhalf jaar lang gevangen werden gehouden..
- In de film krijgen de kinderen slechts enkele giften. In het boek zijn dit er meer.
- In het boek begonnen de kinderen al lang voor het verlaten van Foxworth Hall met stelen.
- In het boek wordt Cory niet onmiddellijk begraven, terwijl in de film hier wel sprake van is.
- In de film wordt de muis van Cory Mickey genoemd, terwijl deze in het boek Fred heet.

## Rolverdeling
| Acteur           | Personage                   |
| ---------------- | --------------------------- |
| Louise Fletcher  | Grootmoeder Olivia Foxworth |
| Victoria Tennant | Moeder Corrine Dollanganger |
| Kristy Swanson   | Cathy Dollanganger          |
| Jeb Stuart Adams | Chris Dollanganger          |
| Ben Ryan Ganger  | Cory Dollanganger           |
| Lindsay Parker   | Carrie Dollanganger         |